# Pablo Aguilar Bermúdez
Pablo Aguilar Bermúdez (Granada, el 9 de febrer de 1989) és un jugador de bàsquet professional espanyol que mesura 2,05 m d'altura i juga com a aler pivot.